# Mate Dragičević
Mate Dragičević (Makarska, 19. studenoga 1979.), bivši je hrvatski nogometaš. 

## Klupska karijera
Rođeni Makaranin, prve je seniorske nastupe zabilježio u dresovima klubova sa sjevera Hrvatske, zaprešićkoga Inkera i sesvetske Croatije. Nakon toga, 2000. godine, kratko igra za HNK Rijeku, a nakon Rijeke došao je u HNK Šibenik gdje je igrao najbolji nogomet u karijeri. Zapazio ga je zagrebački Dinamo, te doveo u svoju momčad. Tamo se ozlijedio, a kasnije ga trener Miroslav Blažević nije imao u svojim nacrtima momčadi. S Dinamom osvajio je jedan naslov prvaka.

### HNK Hajduk
Nakon toga prešao je u splitski Hajduk, za vrijeme čestih prijelaza igrača sa sjevera na jug (iste sezone kad i Kranjčar, te Hrman) gdje je igrao znatno više nego u Dinamu. Prvi službeni nastup imao je 23. srpnja 2004. godine u Splitu protiv Pule 1856., kada je ušao u igru kao zamjena, završilo je 1:1 a pogodak za Hajduk dao je Turković. S Hajdukom osvajio je jedan naslov prvaka.
Statistika u Hajduku
| Natjecanje        | Nastupi | Zgoditci |
| ----------------- | ------- | -------- |
| Prvenstvo         | 22      | 5        |
| Kup               | 5       | 0        |
| Superkup          | 0       | 0        |
| Međunarodne       | 1       | 0        |
| Splitski podsavez | 0       | 0        |
| Ukupno            | 28      | 5        |
| Prijateljske      | 22      | 10       |
| Sveukupno         | 50      | 15       |

### Inozemstvo i NK Pula
Nakon Hajduka otišao je u ruski Himki. U toj sezoni Himki je osvojio prvo mjesto drugog stupnja natjecanja, te po prvi puta ušao je u prvu ligu. Nakon te sezone u istočnijim krajevima vratio se u Hrvatsku, te drugi dio sezone 2006./07. igrao bitnu ulogu u Puli koja je ipak na kraju sezone ispala iz lige. Na ljeto ga je, na preporuku australskoga trenera Rona Smitha, angažirao tamošnji Perth Glory. Nakon toga prešao je u iranski Persepolis Teheran, klub s najvećom tradicijom. S Persepolisom osvojio je naslov prvaka Irana. Nakon toga igrao je za Dunajsku Stredu, mostarski Zrinjski te lbanski KF Laçi.

### Povratak u Hrvatsku
Nakon Albanije vratio se u Hrvatsku i u sezoni 2012./2013. igrao je za NK Lučko te u sezoni 2013./2014. za Vinogradar a nakon toga za NK Konavljanin. Dragičević je tako postao drugi igrač u povijesti 1. HNL-a koji je zaigrao za zagrebački Dinamo, Hajduk Split i HNK Rijeku.

## Priznanja

### Klupska
Dinamo Zagreb
- Prva HNL (1): 2002./03.

Hajduk Split
- Prva HNL (1): 2004./05.

Persepolis Teheran
- Iranska Pro Liga (1): 2007./08.

## Vanjske poveznice
- Nogometni-magazin: statistika